# Dorfkirche Neukirchen (Klein Belitz)

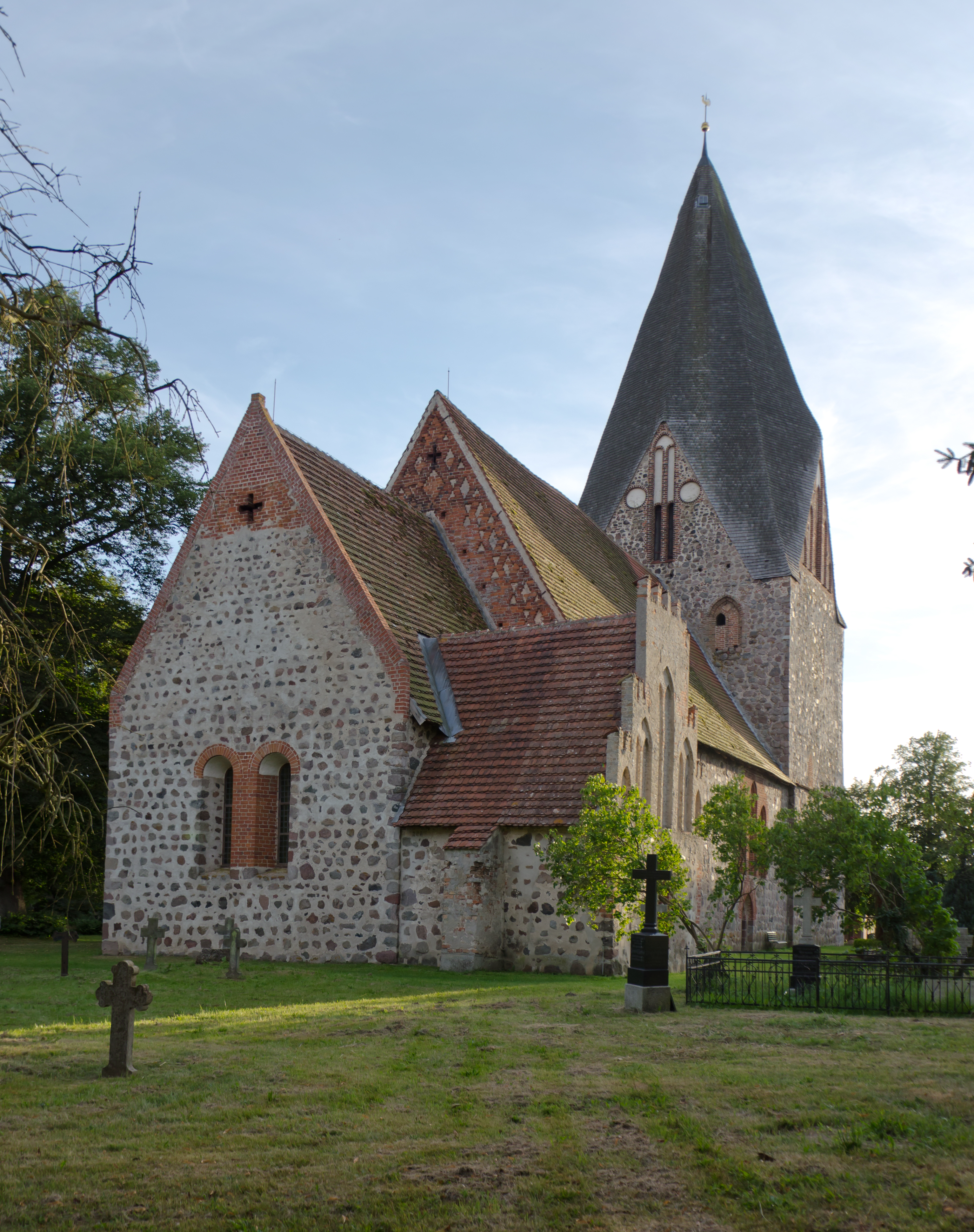
Dorfkirche in Neukirchen

Die Dorfkirche Neukirchen ist eine spätmittelalterliche Dorfkirche in Neukirchen, einem Ortsteil von Klein Belitz im Landkreis Rostock in Mecklenburg-Vorpommern. Die Kirchengemeinde gehört zur Kirchenregion Güstrow in der Propstei Rostock des Kirchenkreises Mecklenburg der Evangelisch-Lutherischen Kirche in Norddeutschland.

## Geschichte

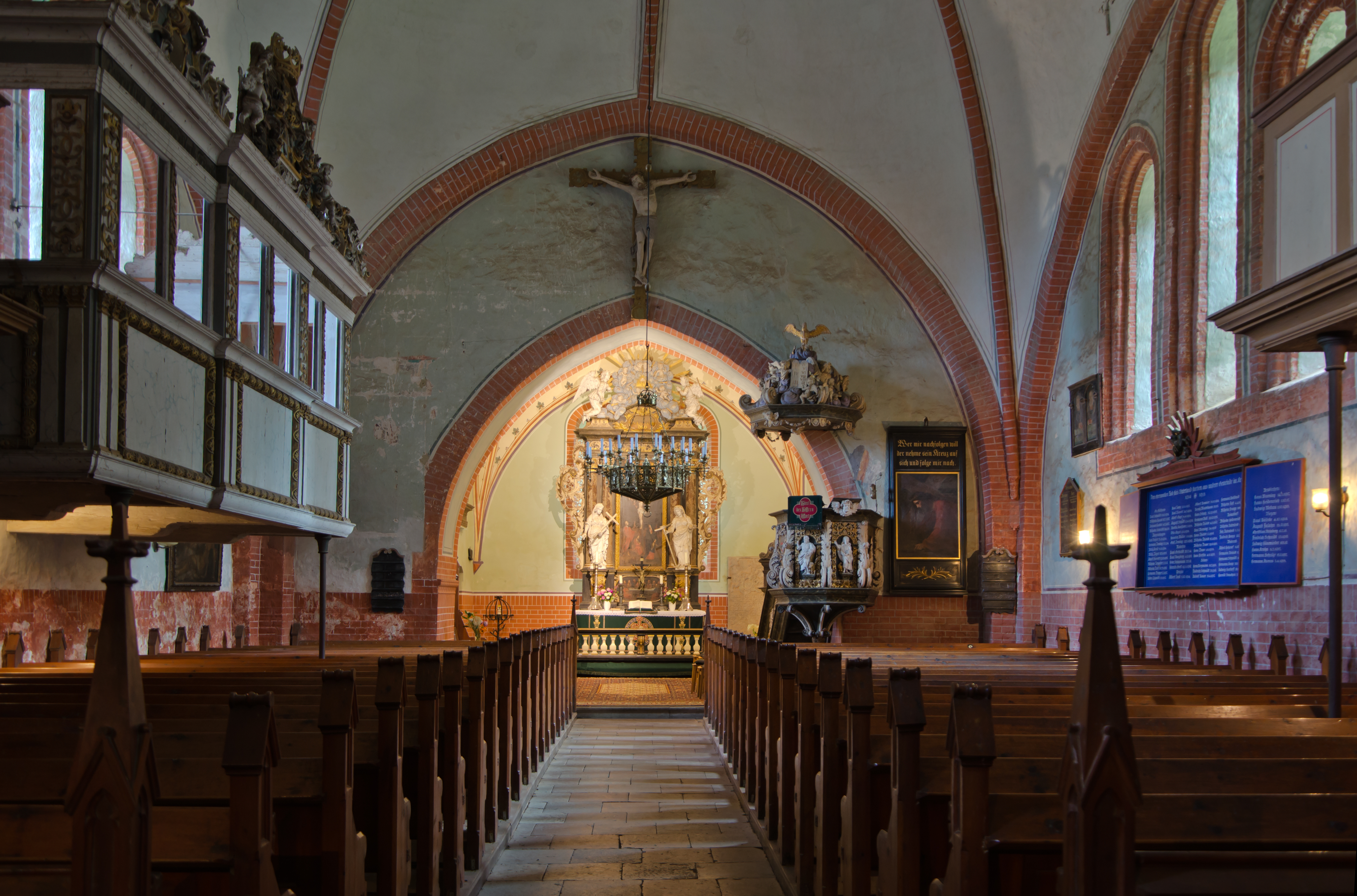
Innenraum 2012

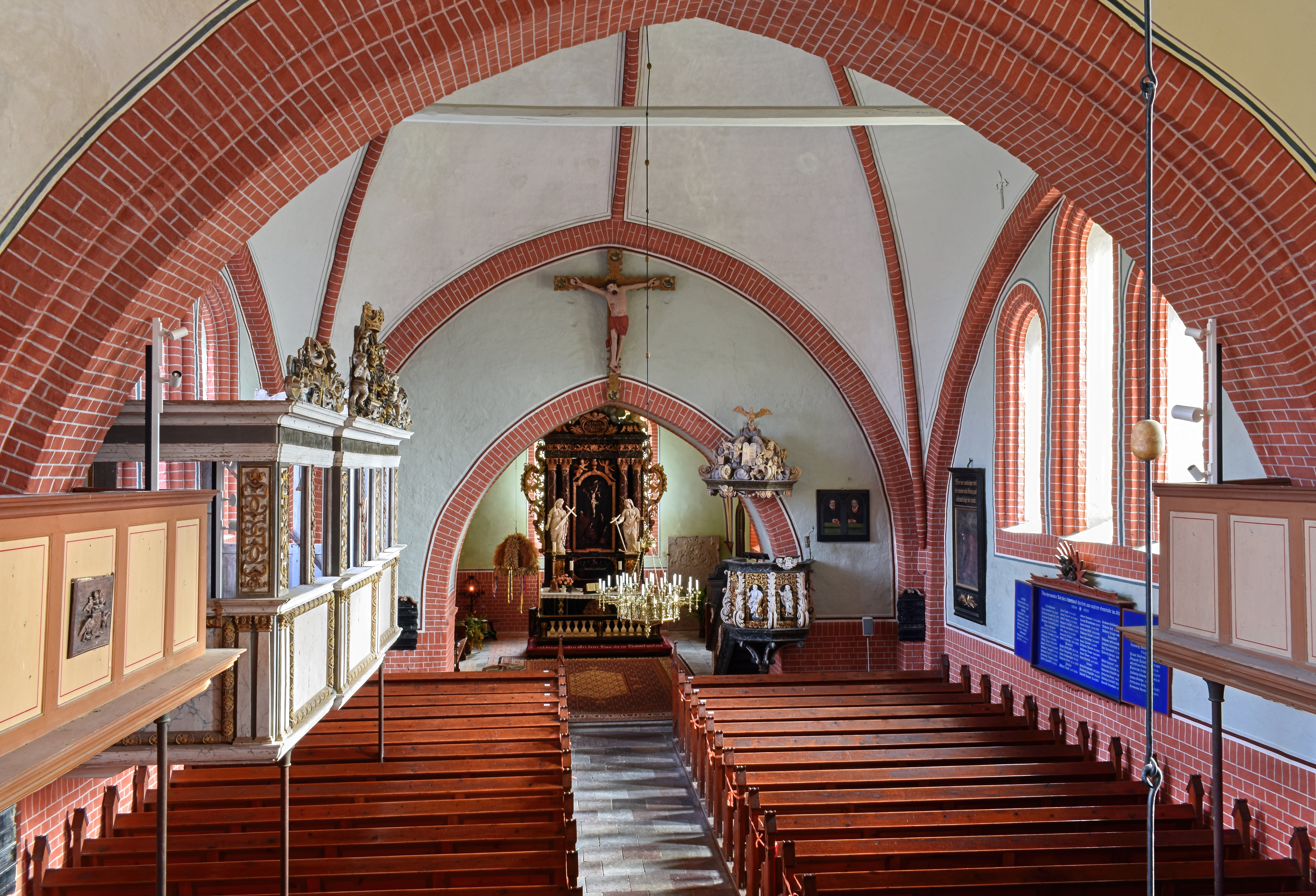
Innenraum 2020

Neukirchen wurde urkundlich erstmals am 27. März 1232 als Nienkercken (Neuenkirchen) erwähnt. Bischof Brunward bewidmete am 8. Juli 1233 in Bützow das Kloster Rühn mit dem Archidiakonatsrecht über die Kirche zu Nienkercken. Um diese Zeit ist Juditha (Jutta) von Neuenkirchen die Besitzerin des Gutes und Dorfes und wurde mit ihrem Sohn 1244 als Rechtsnachfolger genannt.
1248 kam es zwischen dem Kloster Rühn und dem Bischof Wilhelm von Schwerin zum Streit um das Kirchenpatronat und die Pfründe zu Neuenkirchen.
Um 1365 saßen die Herren von Moltke, die bereits mehrere Güter in der näheren Nachbarschaft hatten, auch auf Neuenkirchen. Sie hatten aber nicht das Patronat der Kirche. Dieses ging durch Schenkung am 12. März 1367 an das Bützower Domkapitel über.
Das ritterschaftliche Bauerndorf blieb bis ins 18. Jahrhunderts im Besitz der Familien von Moltke, war aber lange Zeit verpfändet.
Während des Dreißigjährigen Krieges wurde Neuenkirchen 1642 stark verwüstet. Das Gut wurde seit 1646 auf Pacht verpfändet. Matthias von Vieregge erwarb den Pfandbesitz Neuenkirchen neben seinem Hauptgut Groß Belitz. 1654 ging es an Karl Behrend von Plessen auf Brook und 1667 an Jürgen von Plüskow. 1681 erwarb Rittmeister Johann Friedrich von Seher († 17. Juli 1704) Dorf und Gut. 1702 hatte sich Joachim von Moltke den Lehnsbesitz bestätigen lassen. 1704 fiel der Pfandbesitz an Leutnant von Vieregge auf Wotrum. Am 21. April 1730 erwarb Landrat Hans Albrecht von Plüskow auf Klein Belitz das Gut Neuenkirchen für 25 000 Thaler.
Nach Konkurs erwarb 1750 Kammerherr von Langen Neuenkirchen, erhielt 1755 den Lehnbrief. Die Familien von Langen bewirtschaftete das Gut bis 1945.

## Baugeschichte
Die Kirche in Neukirchen wurde in der Mitte des 13. Jahrhunderts von westfälischen Siedlern als starker, schwerer Feldsteinbau errichtet.
Anders als bei vielen Dorfkirchen gab es hier keine größeren Zeitabschnitte zwischen dem Bau von Chor, Langhaus und Turm. Bis zur Fertigstellung vergingen aber trotzdem etwa 100 Jahre, was auch den Übergang von Rundbogenfenstern im Chor zu den Spitzbogenfenstern im Langhaus erklärt. Für die Giebel, das Portal und die Fenster wurden Backsteine verwendet.

### Das Äußere
Die Feldsteinkirche aus behauenen Granitsteinen wurde einschiffig mit eingezogenem, geraden Chor und zwei Satteldächern mit Biberschwanzdachziegeln ausgeführt.
Der quadratische Westturm mit besonders dickem Mauerwerk aus Feldsteinen und einer Breite des Kirchenschiffs, hat einen achtseitigen Spitzhelm und vier Schildgiebel aus Backstein. Einst mit Mönch und Nonne Dachziegeln eingedeckt, erfolgte 1982 eine Neueindeckung mit Schindeln aus kanadischer Rotzeder.
Auf der Nord- und Südseite des Langhauses sind die Spitzbogenfenster jeweils in Dreiergruppen angeordnet worden. Zur Stabilität wurden in späterer Zeit am Langhaus und am Sakristeianbau zusätzlich Strebepfeiler angebracht.
An der Süd- und Ostseite des Chores wurden jeweils paarweise Rundbogenfenster aus Backsteinen eingebaut. Die Nordseite des Chores erhielt im 15. Jahrhundert eine Sakristei mit Staffelgiebel. Die Südvorhalle ist eine Zutat aus der ersten Hälfte des 18. Jahrhunderts. In die östlichen Giebeldreiecke des Langhauses und des Chores hatte man Kreuze als Schmuckelemente im Backsteinmauerwerk eingefügt.
Das Feldsteinmauerwerk weist Reste eines vermutlich noch mittelalterlichen Kalkputzes auf. Erhalten sind Spuren von rot ausgemalten Ritzfugen. Im 19. Jahrhundert waren noch Spuren von einem auf dem Kalkputz aufgemalten romanischen Ornamentfries erhalten.
An der Nordseite der Kirche befand sich einst ein weiterer Anbau mit den Treppen zu den Emporen. Er wurde nach 1945 abgetragen und die Mauerdurchbrüche zu den Emporen geschlossen. Während dieser Umbaumaßnahmen wurde auch ein Durchbruch vom Turmraum in das Kirchenschiff geschaffen.
Die Schindeln aus kanadischer Rotzeder für das Dach des Kirchturms wurden von der Partnergemeinde im fränkischen Aufkirchen bezahlt und 1982 in die DDR eingeführt. Die Eindeckung erfolgte 1985. In diesem Zuge wurde auch die 1890 angebrachte Turmkugel abgenommen, vergoldet und wieder aufgesetzt. Sie enthält heute eine Urkunde von 1890 sowie Zeitungen, Münzen und einen Gemeindebericht von 1985.

### Das Innere
Im Innern ist das Kirchenschiff zweijochig mit achtrippigen Kuppelgewölbeen ausgeführt.
Die alten Portale zeigen im Chor die Form des Rundbogens und der Chor besitzt Kreuzgratgewölbe. Im Kirchenschiff haben sie die Form des gedrückten Spitzbogens. Das Kirchenschiff schließt mit Domikalgewölben über Kopfkonsolen und tief herabgezogenen Gurtbögen auf kräftigen abgetreppten Vorlagen ab. Im Turm sind bogenförmige Mauervorsprünge für ein Gewölbe sichtbar, dieses wurde aber nicht ausgeführt.
Die alte Ausmalung im Chorraum wurde 2003 restauriert.

### Triumphkreuz

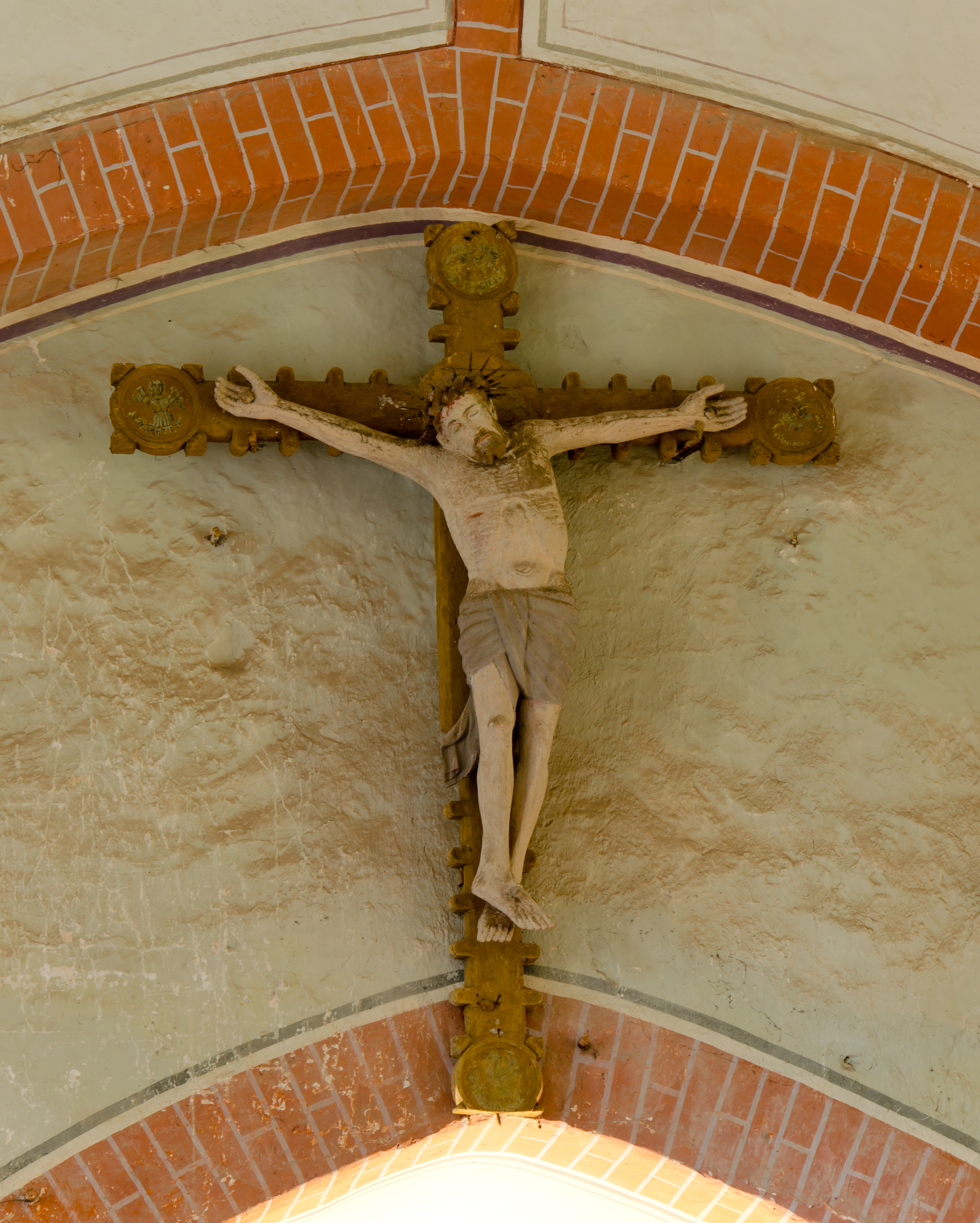
Triumphkreuz

Das spätgotische hölzerne Kruzifix aus der zweiten Hälfte des 15. Jahrhunderts war ursprünglich an einem Balken unter dem Bogen zum Chor befestigt. Mit dem Einbau der Kanzel war diese Befestigung nicht mehr möglich und das überlebensgroße Kreuz wurde über dem Triumphbogen befestigt. An den vier Enden des Kreuzes befinden sich Kreise mit aufgemalten Symbolen der Evangelisten. Die am Kreuz angebrachten Knospen weisen auf den Baum des Lebens hin.

### Altar und Kanzel
Altaraufsatz und Kanzel stammen aus dem Jahr 1728, sind im Stil des Barock aus gleicher Werkstatt gefertigt, in architektonischem Holzaufbau mit reichen Akanthusschnitzereien verziert. Im Hauptfeld befinden sich das Gemälde der Kreuzigung und des Abendmahls in der Predella, flankiert von seitlich angeordneten allegorischen Figuren, dem Glauben (Kreuz) und der Hoffnung (Anker), vor gekuppelten Säulenpaaren, bekrönt vom Auge Gottes in einer Engelswolke. Mit einem Festgottesdienst wurde am 16. Juni 2019 der aus 1728 stammende Altar nach aufwendiger Restaurierung durch den Rostocker Restaurator Heiko Brandner wieder in Gebrauch genommen.
Der Altaraufsatz war 1728 ein Geschenk vom Landrat Hans Albrecht von Plüskow auf Klein-Belitz und seiner Gemahlin Anna Elisabeth von Bernstorff.
Die Brüstung der Kanzel wird mit Figuren der vier Evangelisten und der Schalldeckel mit Engelswolken geschmückt und ist mit dem Wappen der Familie von Bernstorff versehen. Es war ein Geschenk von Ilsch Margarete von Bernstorff.

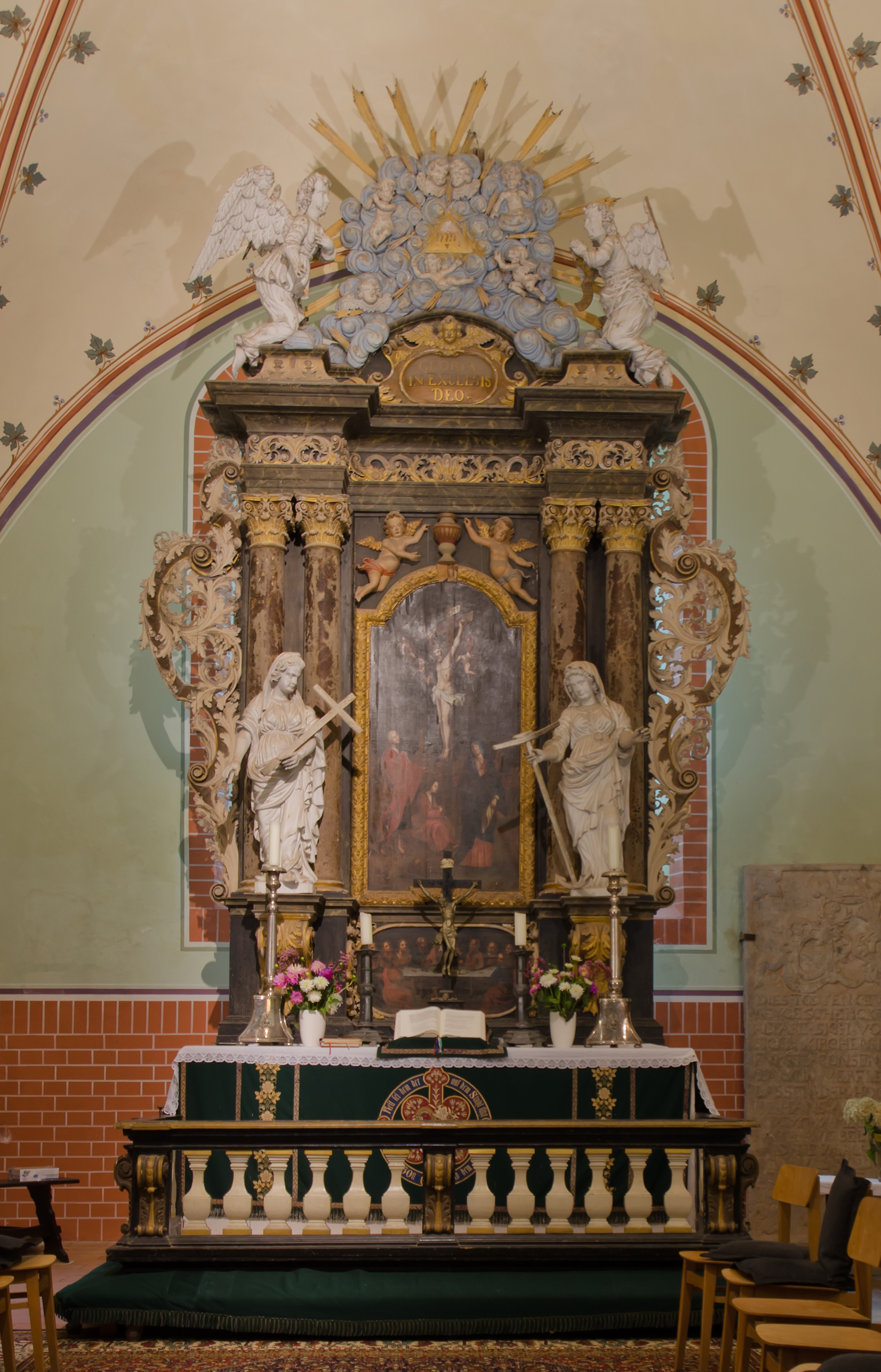
Altar
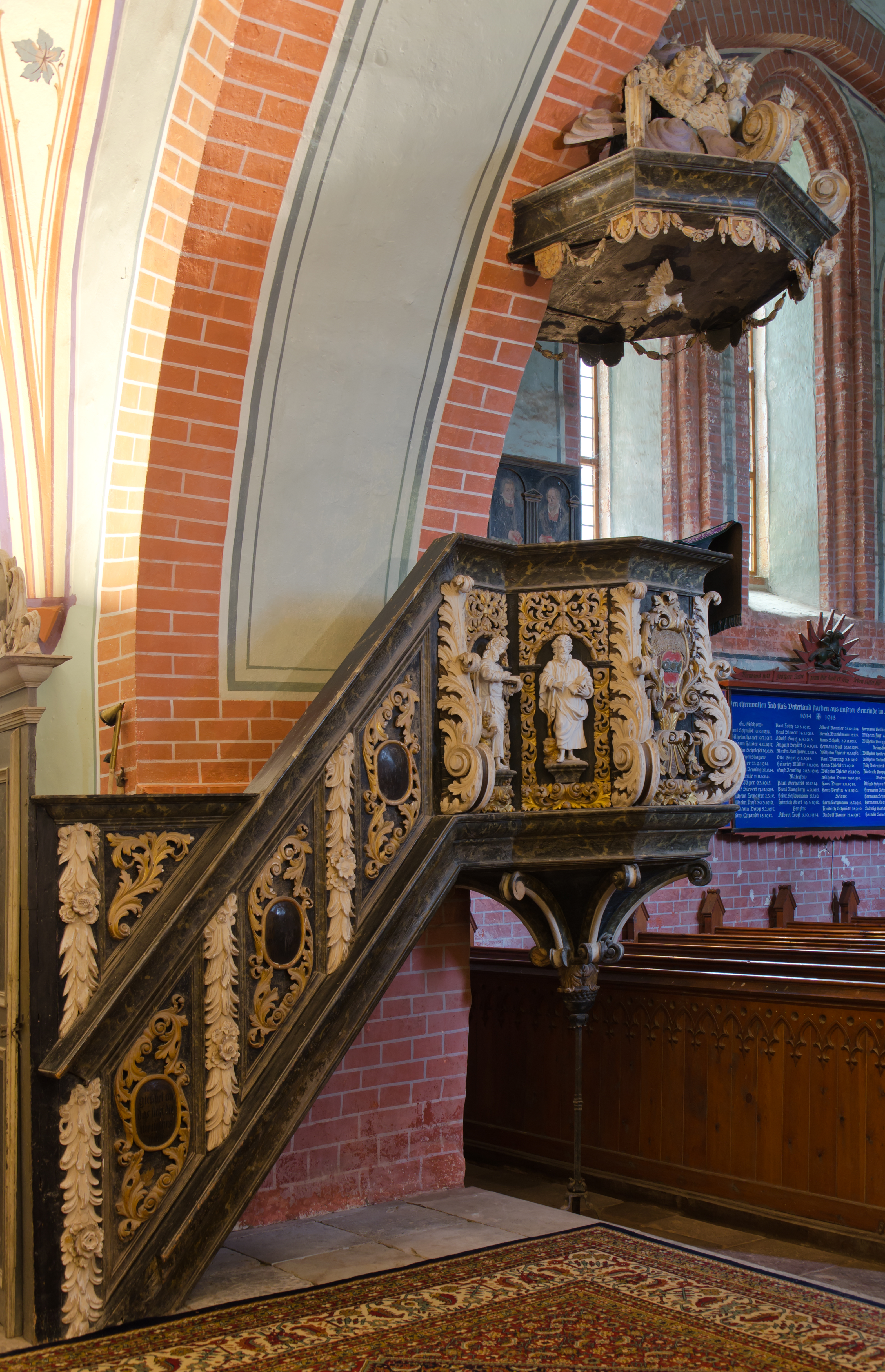
Kanzel

An der Ostwand im Chor stehen zwei Grabplatten von 1675 und im Chor steht noch eine hölzerne Tauffünfte.

### Totenkronen

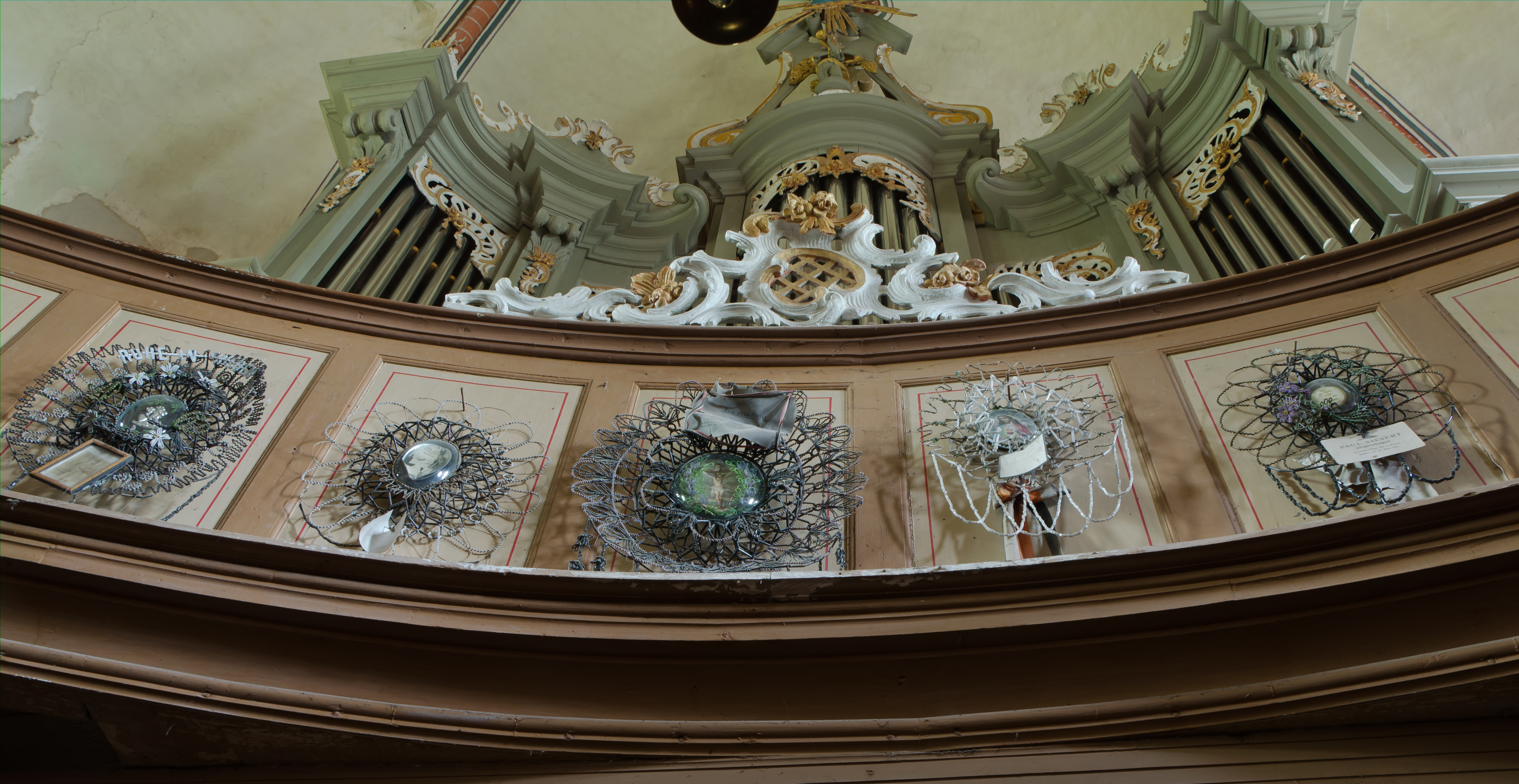
Totenkronen

An der Brüstung der Orgelempore sind fünf Totenkronen befestigt. Ursprünglich dienten Totenkronen als Schmuckgegenstand bei der Beisetzung von Kindern oder ledig Verstorbenen. Die Neukirchener Kronen stammen wahrscheinlich alle aus der Zeit des Ersten Weltkrieges. Eindeutig ist dies bei der Krone des Paul Sievert, welche eine Inschrift trägt, laut der er am 24. März 1918 gefallen ist.

### Emporen
In der Kirche befanden sich ursprünglich drei als Patronatsgestühl genutzte Emporen. Eine befand sich im Altarraum und zwei weitere im Kirchenschiff. Die einzige heute noch erhaltene Empore trägt die Inschrift Freiherr von Meerheimb, Edler auf Gnemern, Wokrent, Groß Gischow, Groß Belitz, Klein Gischow und Reinstorf. Die Fenster dieser Empore waren früher bleiverglast und konnten über Gurte hochgezogen werden. Das Schmuckelement einer weiteren Emporen mit den Wappen der Familien von Plüskow und von Bernstorff wurde an der Wand des Chores befestigt.

### Kronleuchter
In der Kirche befinden sich zwei aus Messing gefertigte Kronleuchter. Beide wurden 1876 von der Familie von Meerheimb gestiftet und von einer Nürnberger Manufaktur angefertigt.
Ein Kronleuchter trägt Figuren der Apostel, während der andere Leuchter von Figuren der Evangelisten geschmückt wird. Bei der Restaurierung der Apostelfiguren wurde 2000 festgestellt, dass diese aus Blei gefertigt wurden.

### Epitaph und Gemälde
An der Südwand befindet sich das Epitaph des Domänenpächters Kröger aus Matersen mit schlichtem Votivbild in aufwendig geschnitztem Rahmen. Gestiftet hatte Kröger das Epitaph 1686 im Gedenken an seine Frau und die vier verstorbenen Töchter. Die Toten sind auf dem Bild mit weißen Totenhemden dargestellt, während die trauernden Familienmitglieder schwarz tragen. Die Szene im oberen Bereich des Bildes stellt das himmlische Hochzeitsmahl des Lammes aus Offenbarung 19,9  dar.

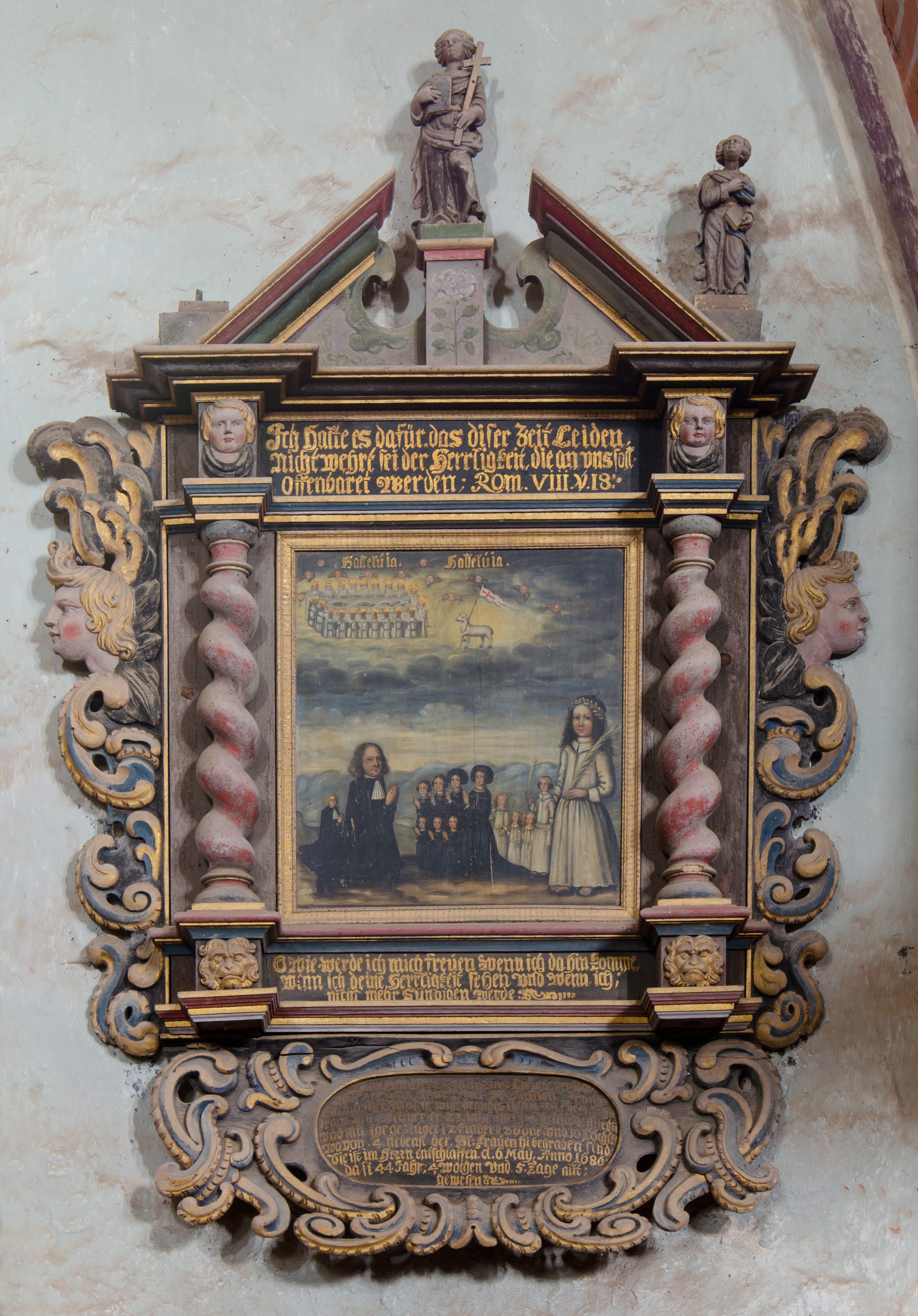
Krögersches Epitaph
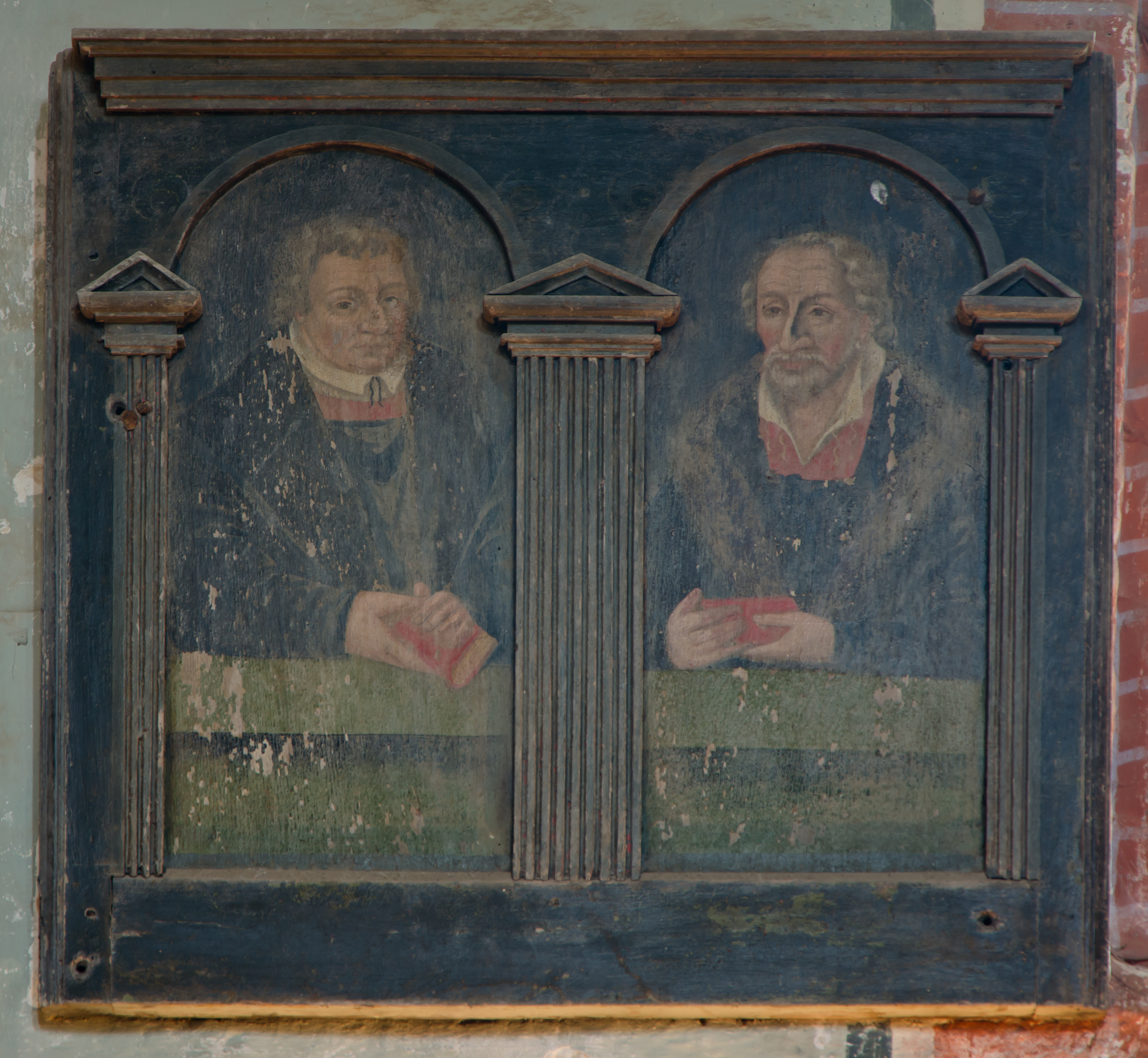
Luther und Melanchton
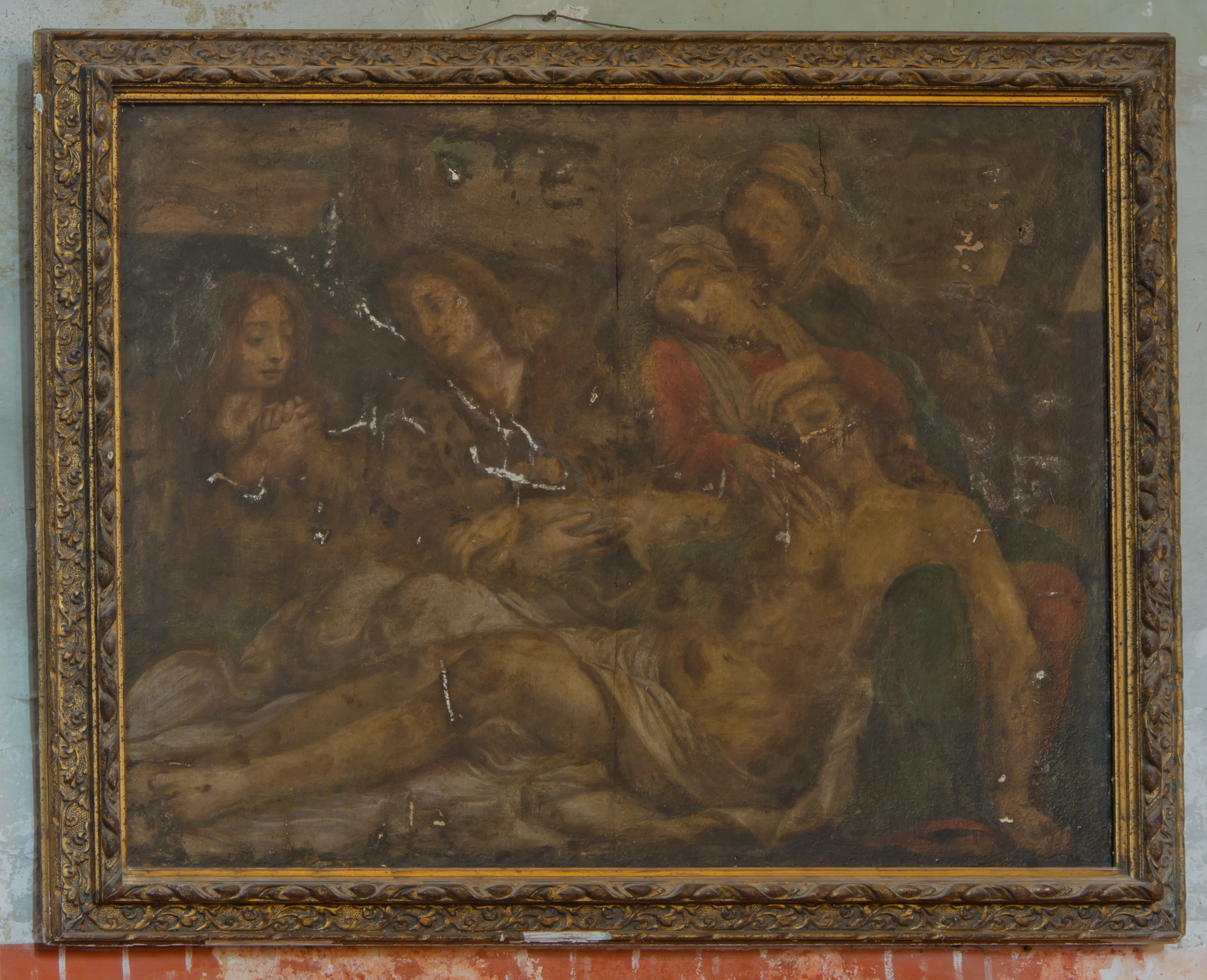
Abnahme vom Kreuz

Rechts der Kanzel hängt ein Tafelbild aus der Renaissance, wohl erste Hälfte des 17. Jahrhunderts, auf dem Martin Luther und Philipp Melanchthon dargestellt werden. An der Nordwand hängt das Kreuztragungsgemälde, das Bild Abnahme vom Kreuz. Als Altarbild soll es 1875 ursprünglich in der Kirche in Hohen Luckow gehangen haben und eine Kopie eines älteren Gemäldes sein.

### Buntglasfenster
Die südliche Fenstergruppe des Chors ist mit figürlichen Darstellungen des ausgehenden 19. Jahrhunderts in Schwarzlotmalerei auf Tonglas versehen. In der linken Fensterbahn ist Petrus in blauviolettem Obergewand und gelben Untergewand mit den Schlüsseln und einem Buch dargestellt. In der rechten ist Paulus in einem leuchtend roten Obergewand ebenfalls mit einem Buch und dem Schwert als sein Attribut zu sehen. Über den Aposteln befindet sich ein auf schlanken Säulen ruhender Dreiecksgiebel mit Wimpergbekrönung zwischen rahmenden Fialen, hinter den Architekturaufbauten ein bordürengerahmtes Teppichmuster aus roten Viertelkreissegmenten und Dreiblättern in Rautenform.
Die Dargestellten sind innerhalb ihrer Postamente auf eingelassenen Schrifttafeln namentlich bezeichnet.

### Orgel

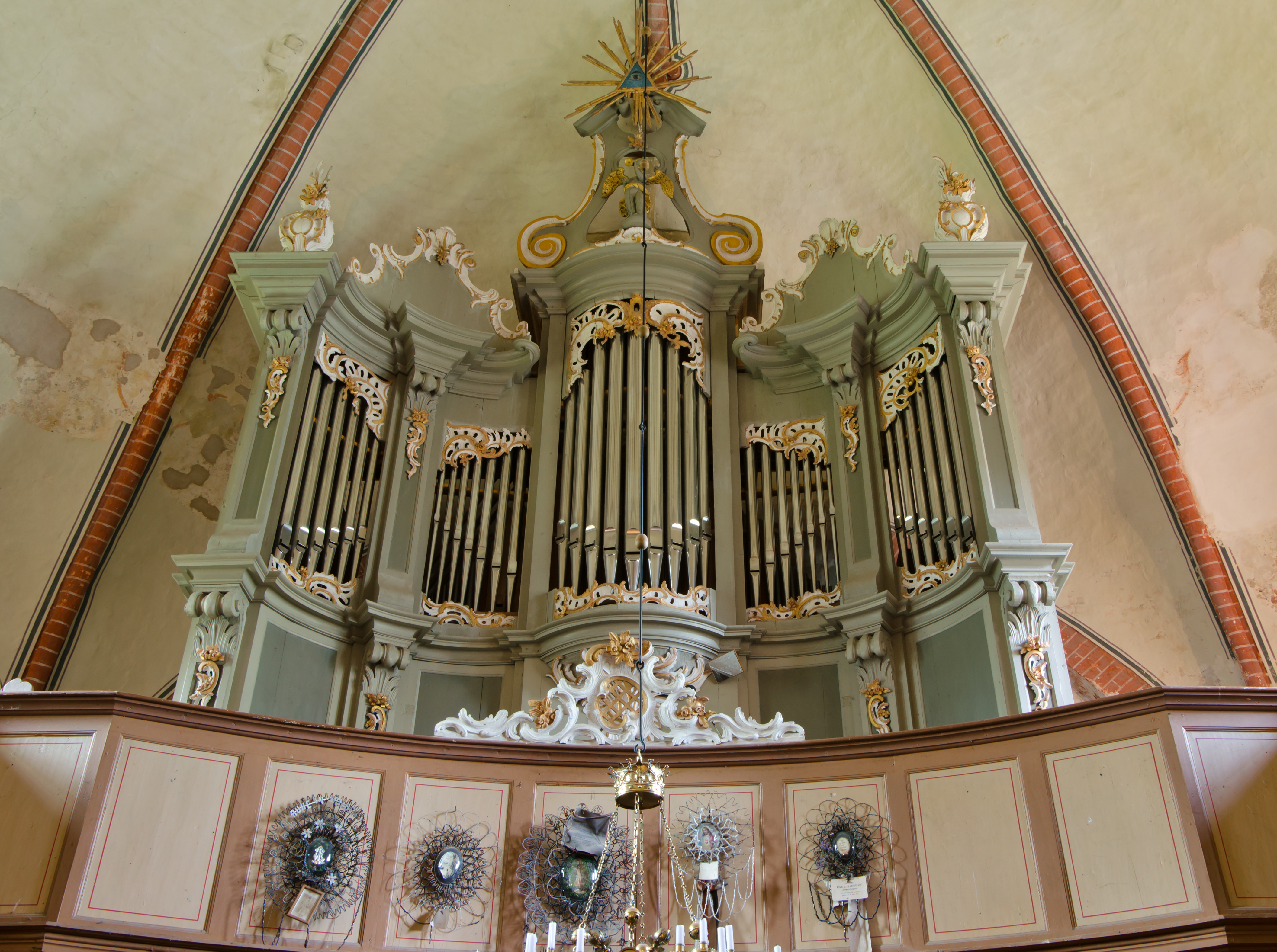
Orgel

Die historische Orgel (II/P/16) stammt aus dem Jahr 1768. Der Orgelprospekt ist in der Inventarliste von 1811 auf das Jahr 1772 datiert. Gebaut wurde das Instrument vom Rostocker Orgelbauer Paul Schmidt. 1849 erfolgte eine Umdisponierung durch den Wismarer Orgelbauer Friedrich Wilhelm Winzer. Während des Ersten Weltkrieges wurden die Originalpfeifen als kriegswichtiges Material eingezogen und durch Pfeifen aus verzinktem Dachrinnenblech ersetzt. 2002 wurde das Instrument umfangreich restauriert. Die Arbeiten wurden durch die Orgelbaumeister Gerhard Schmid aus Kaufbeuren und Jörg Stegmüller aus Berlin ausgeführt. Dabei wurden unter anderen auch wieder Pfeifen aus Zinn eingebaut. Der Großteil der Kosten wurde dabei von der Hermann Reemtsma Stiftung getragen. Das Instrument hat 16 Register auf zwei Manualen und Pedal (mechanische Schleifladen).
| I Manual CD–c3 |                 |       |
| 1.             | Bordun          | 16′   |
| 2.             | Principal       | 8′    |
| 3.             | Flauto traverso | 8′    |
| 4.             | Gedackt         | 8′    |
| 5.             | Octave          | 4′    |
| 6.             | Quinte          | 2 ⁄3′ |
| 7.             | Waldflöte       | 2′    |
| 8.             | Mixtur III      |       |

| II Manual CD–c3 |           |    |
| 9.              | Fugara    | 8′ |
| 10.             | Hohlflöte | 8′ |
| 11.             | Flöte     | 4′ |

| Pedal CD–d1 |           |     |
| 12.         | Subbaß    | 16′ |
| 13.         | Principal | 8′  |
| 14.         | Gedactbaß | 8′  |
| 15.         | Octave    | 4′  |
| 16.         | Posaune   | 16′ |

- Koppeln: II/I, I/P

### Glocken
Im Turm befinden sich heute zwei Bronzeglocken. Nach dem Inventar von 1811 waren drei Glocken vorhanden. Die ältere stammt aus dem Mittelalter mit Mönchsschrift, während die jüngere von 1751 durch Otto Gerhard Meyer aus Rostock umgegossen wurde.
An der Südseite des Turmes befindet sich eine in Augenhöhe in den Putz eingeritzte Sonnenuhr. Im Mittelalter ermöglichte sie die ungefähre Zeitbestimmung beim Läuten der Glocken.

### Walknochen im Turm
Im Turm befindet sich der Unterkiefer eines Wales. Laut der Kirchenchronik stammt der Knochen von einem Bauernsohn der von Fischland aus zur See fuhr und den Knochen von einer Reise mitbrachte. Aufgrund eines Erlasses des mecklenburgischen Großherzoges sollten besondere naturkundliche Funde, wie dieser Walknochen in den Kirchen ausgestellt werden.

## Kirchhofsportal und Friedhof
Von Südwesten her ist der Friedhof durch ein aus Backstein verputztes Kirchhofsportal in klassizistisch strengen Formen, wohl erste Hälfte des 18. Jahrhunderts, zugänglich. Die segmentbogige Toreinfahrt mit einst einer bekrönenden Vase auf der Attika, hat auch eine seitliche Fußgängerpforte. Zwei an den Tod gemahnende Inschriften lauteten: HIC OSSA QUISCUNT, MENS AD SUPERUM FUGIT . LEBE WIE DU, WENN DU STIRBST, WÜNSCHEN WIRST GELBT ZU HABEN.
Auf dem Friedhof haben sich noch mehrere schmiedeeiserne Grabkreuze aus dem 18. und frühen 19. Jahrhundert erhalten.
Die Feldsteinmauer mit der Abdeckung aus Mönch- und Nonnenziegeln wurde nach 1990 erneuert.

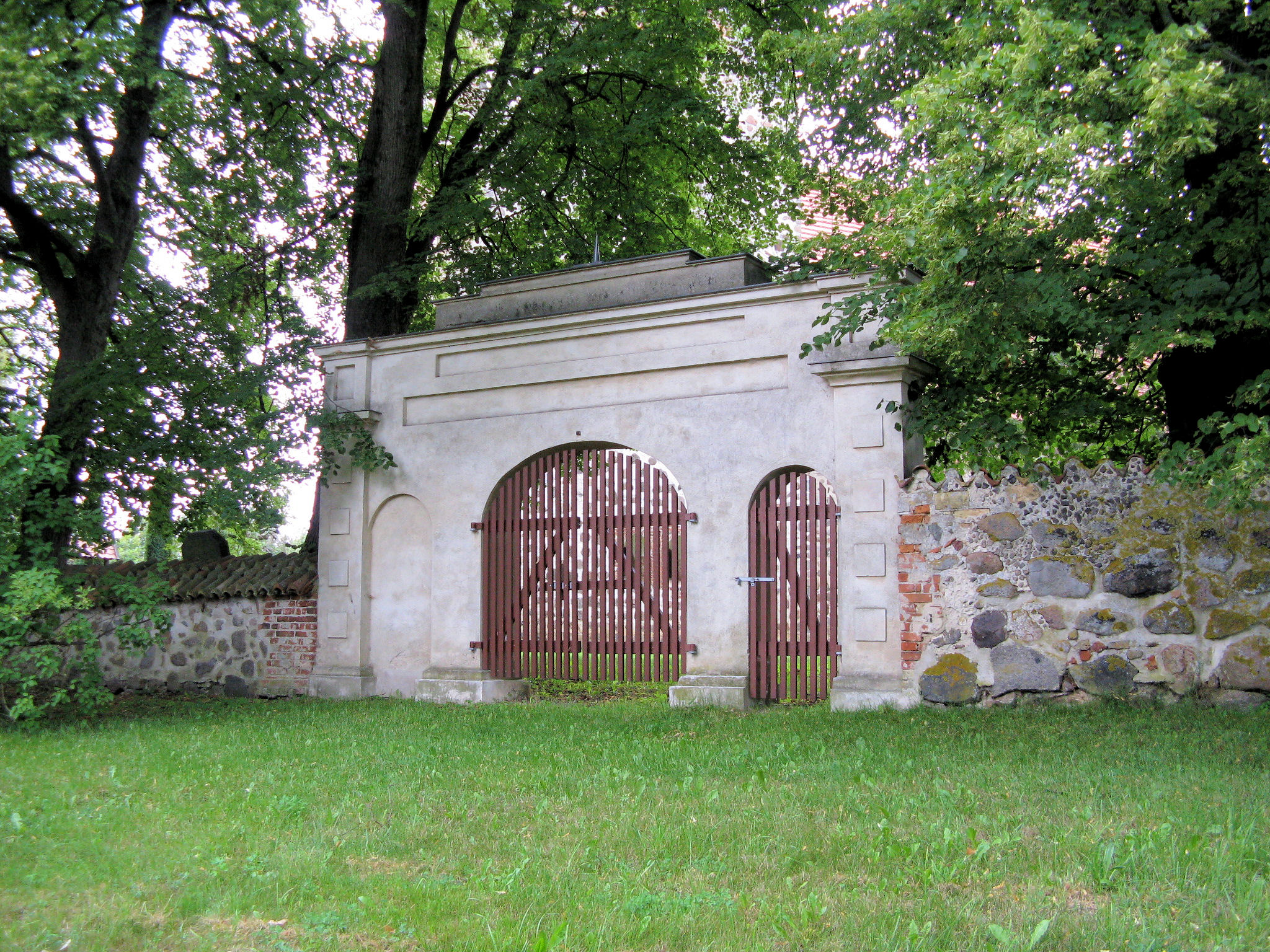
Portal zum Kirchhof in Neukirchen
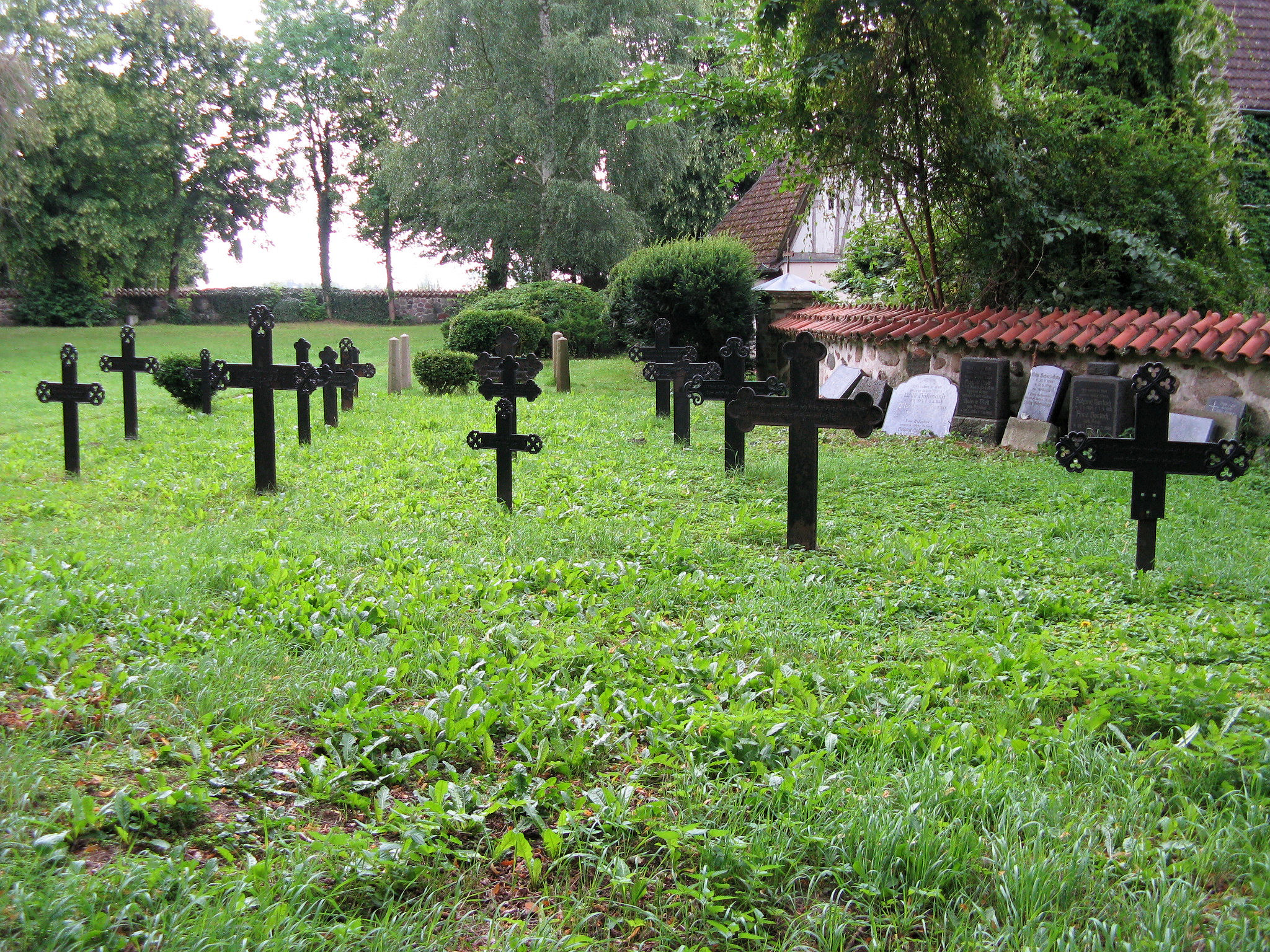
Historische Grabkreuze auf dem Friedhof Neukirchen

## Goldschatz von Neukirchen
In der zweiten Hälfte des 15. Jahrhunderts, genauer zwischen 1468 und etwa 1500, wurden offenbar in einer Fuge im Mauerwerk des Neukirchener Kirchturms neun Goldgulden versteckt, die in ein Futteral aus feinem Veloursleder eingenäht waren.
Im Mai 2007 erkundete die Pastorin Schmiedeberg mit ihrer achtjährigen Tochter den Kirchturm. Das Kind entdeckte dabei auf der obersten der in den Turm führenden Treppenstufen einen zerfallenen Lederbeutel  mit darin befindlichen Goldmünzen. Da die Treppe erst in den 1980er und 1990er Jahren instand gesetzt und ausgebessert wurde, müssen sich die Münzen vorher an einem anderen Platz befunden haben. Wahrscheinlich waren sie in einer Mauerfuge verborgen und sind von dort auf die Treppe gefallen.
Bei den insgesamt neun Münzen handelt es sich um sogenannte Goldgulden aus dem 15. Jahrhundert.
Die in Neukirchen gefundenen Goldgulden sind wie folgt einzuordnen: einer aus dem Erzstift Trier (Münzstätte Offenbach), drei aus dem Erzstift Köln (Münzstätten Bonn, Riehl, Deutz), zwei aus der Reichsmünzstätte Frankfurt/Main, einer aus Hamburg und zwei aus Lüneburg. Die ältesten Münzen des Fundes kommen aus den rheinischen Kurfürstentümern. Der Goldgulden aus der Münzstätte Offenbach wurde zwischen 1410 und 1414 geprägt, die aus den Münzstätten Bonn 1415 und Riehl 1420. Die beiden Exemplare aus Frankfurt/Main werden auf das Jahr 1452 genau datiert, aus Hamburg nach 1435 und aus Lüneburg in den Zeitraum von 1440 bis 1493.

### Gedruckte Quellen
- Mecklenburgisches Urkundenbuch (MUB)
- Mecklenburgische Jahrbücher

### Ungedruckte Quellen
- Landeshauptarchiv Schwerin (LHAS)
  - LHAS 5.12-7/1 Mecklenburg Schwerinsches Ministerium für Unterricht, Kunst, geistliche und Medizinalangelegenheiten 4293, 7431, 8600.
  - LHAS 9.1-1 Reichskammergericht Prozeßakten 1495–1806.
- Landeskirchliches Archiv Schwerin (LKAS)
  - LKAS, OKR Schwerin, Kirchenbücher Neukirchen 1660–1933.
  - LKAS, OKR Schwerin, Pfarrarchiv Neukirchen/Hohen Luckow 1608–1971.
  - LKAS, OKR Schwerin, Specialia Abt. 2, Nr. 286, 493. (u. a. Pfarre, Organist, Küster, Schulgeld, Kirchenprozesse, freies Wahlrecht)
  - Mecklenburg-Schwerinsches Finanzministerium, Abt. Hochbau, Patronatsbauakten (Bauzeichnungen, Pläne kirchlicher Gebäude)